# Ouzouer-sur-Trézée
Ouzouer-sur-Trézée is een gemeente in het Franse departement Loiret (regio Centre-Val de Loire). De plaats maakt deel uit van het arrondissement Montargis. Ouzouer-sur-Trézée telde op 1 januari 2022 1.124 inwoners.

## Geografie
De oppervlakte van Ouzouer-sur-Trézée bedroeg op 1 januari 2022 61,63 vierkante kilometer; de bevolkingsdichtheid was toen 18,2 inwoners per km².

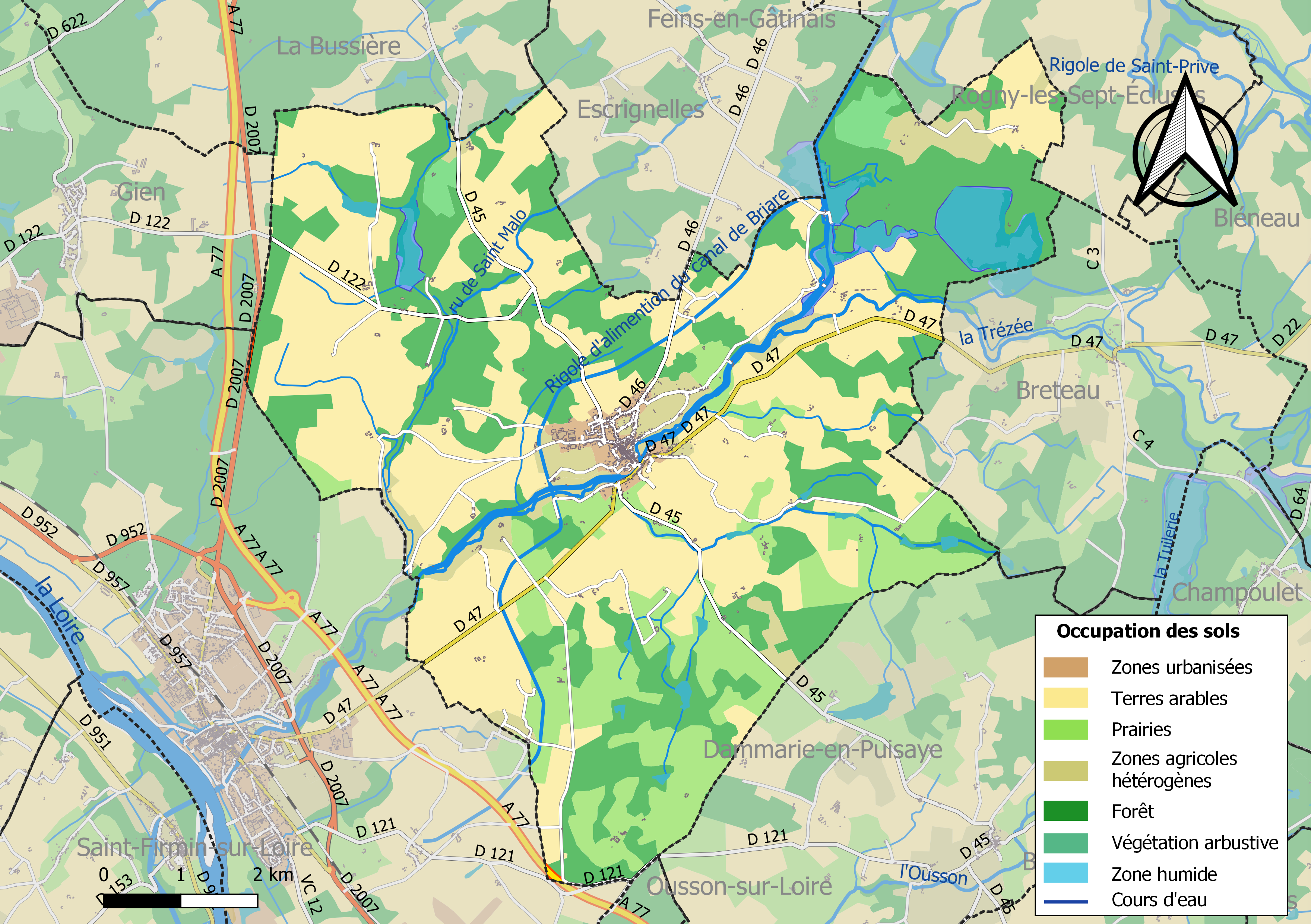
Kaart van de gemeente met de belangrijkste infrastructuur, bodemgebruik en omliggende gemeenten

## Demografie
Onderstaande figuur toont het verloop van het inwonertal (bron: INSEE-tellingen).